# Bernhard Grassoldt
Bernhard Grassoldt (* 1695 in Eger, Böhmen; † 22. März 1754 in Brünn) war ein böhmischer Jesuit.

## Leben
Bernhard Grassoldt trat 1712 in den Jesuitenorden ein und widmete sich nach Beendigung seiner Studien und der Ablegung seiner Gelübde dem Unterrichtsfach. Er lehrte in verschiedenen Jesuitenkollegs zuerst alte Sprachen sowie Rhetorik und daraufhin Philosophie und Theologie. Später war er Studienpräfekt und Kanzler der Universität Olmütz. Altersbedingt zog er sich dann ins Professhaus in Brünn zurück, wo er 1754 im Alter von 59 Jahren starb.
Seine dem kanonischen Recht und der Kasuistik angehörenden Schriften waren zu ihrer Zeit beliebte und von jungen Priestern gern benutzte Handbücher. Zu diesen Werken zählen:
- Candidatus sacramenti poenitentiae administrandi summaria et expedita notitia pro hoc munere congrue obeundo instructus, Olmütz 1741
- Expedita de impedimentis matrimonii notitia per planas quaesitorum et casuum illa concernentium resolutiones facilitata, Olmütz 1743
- Tractatus de contractibus ad justitiae bilancem applicatus per attemperatas quaesitorum et casuum illas concernentium resolutiones combinatus, Olmütz 1744

Grassoldts aszetische Schrift über die Glorie der Mutter des Herrn (Maria in coelos assumpta corona 12 stellarum incincta, totidem quaestionibus theologico-scripturisticis concelebrata, Olmütz 1747) steht in der Tradition der barocken jesuitischen Mariologie.